# Utwór zbiorowy

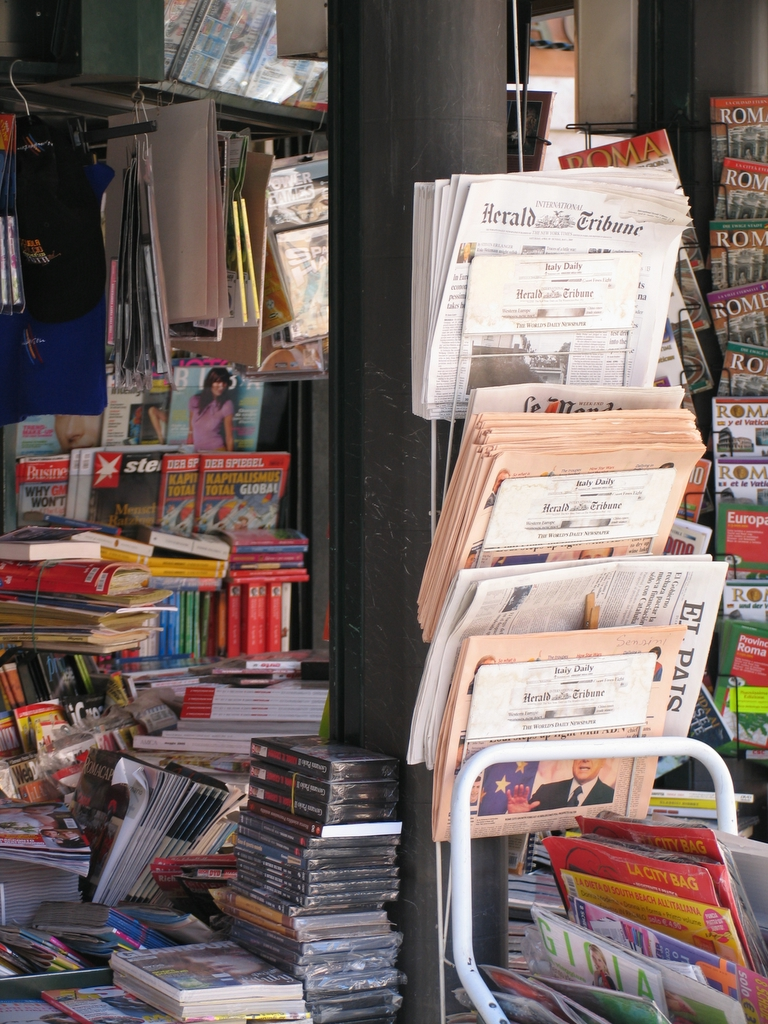
Przykładem utworu zbiorowego mogą być gazety - są autorstwa wielu dziennikarzy, którzy z reguły nie współpracują w tworzeniu konkretnego artykułu

Utwór zbiorowy – rodzaj utworu. Charakteryzuje on się tym, że jest on autorstwa różnych twórców, którzy jednak ze sobą nie współpracują w trakcie tworzenia dzieła; ostateczną koncepcję utworu tworzy wydawca dzieła, który może ale nie musi być jednym z autorów tekstów. W polskim prawie są to w szczególności encyklopedie lub publikacje periodyczne (takie jak gazety czy czasopisma).

## Prawa autorskie
Wg polskiego prawodawstwa prawa autorskie do utworu przysługują jego twórcy, chyba że ustawa stanowi inaczej. Właśnie takim wyjątkiem jest m.in. utwór zbiorowy. W tym przypadku prawa autorskie przysługują zarówno twórcy, jak i wydawcy – przy czym twórca ma prawa jedynie do tej części utworu, której jest autorem. Jest to opisane w art. 11 Ustawy o prawie autorskim i prawach pokrewnych: 

Autorskie prawa majątkowe do utworu zbiorowego, w szczególności do encyklopedii lub publikacji periodycznej, przysługują producentowi lub wydawcy, a do poszczególnych części mających samodzielne znaczenie - ich twórcom. Domniemywa się, że producentowi lub wydawcy przysługuje prawo do tytułu.

Podobnym tematem zajmuje się także konwencja berneńska (art. 2 ust. 5):

Zbiory dzieł literackich lub artystycznych, takie jak encyklopedie i antologie, które ze względu na wybór lub układ treści stanowią twórczość intelektualną, podlegają ochronie jako takie, bez uszczerbku dla praw autorów każdego z dzieł stanowiących część składową tych zbiorów.

Autorskie prawa majątkowe do utworów zbiorowych chronione są przez 70 lat od wydania utworu, np. dla gazet czas ten będzie liczony od dnia jej publikacji, osobno dla każdego numeru.